# Dommartin-sous-Hans
Dommartin-sous-Hans is een gemeente in het Franse departement Marne (regio Grand Est) en telt 52 inwoners (2009). De plaats maakt deel uit van het arrondissement Châlons-en-Champagne.

## Geografie
De oppervlakte van Dommartin-sous-Hans bedraagt 6,6 km², de bevolkingsdichtheid is dus 7,9 inwoners per km².
De onderstaande kaart toont de ligging van Dommartin-sous-Hans met de belangrijkste infrastructuur en aangrenzende gemeenten.

## Demografie
Onderstaande figuur toont het verloop van het inwonertal (bron: INSEE-tellingen).